# Jim Corbett (thợ săn)
Edward James "Jim" Corbett (25/7/1875 - 19/4/1955) là một thợ săn, nhà bảo tồn thiên nhiên và nhà tự nhiên học người gốc Anh, ông nổi tiếng vì đã săn bắn một số lượng lớn những con hổ và báo hoa mai ăn thịt người ở Ấn Độ.
Corbett giữ cấp bậc đại tá trong quân đội Anh tại Ấn Độ và thường xuyên được chính quyền của Các tỉnh Thống nhất, tại các bang Uttar Pradesh và Uttarakhand, Ấn Độ kêu gọi giúp giết hổ và báo đã ăn thịt những người dân làng của vùng Garhwal và Kumaon. Những thành công trong việc săn bắn thú dữ của ông đã khiến ông được tôn vinh và trở nên nổi tiếng. Một số thông tin thậm chí còn khẳng định rằng người dân địa phương lúc đó đã coi ông là một người trời (Sadhu).
Corbett còn là một nhiếp ảnh gia và nhà văn. Sau khi nghỉ hưu, ông là tác giả của một số cuốn sách kể lại các chuyến săn lùng và kinh nghiệm của mình, sách của ông rất được dư luận hoan nghênh và thành công. Trong các cuốn sách, Corbett cũng đề cập tới sự cần thiết phải bảo vệ động vật hoang dã của Ấn Độ, để tránh bị tuyệt chủng. Ông đóng vai trò quan trọng trong việc bảo tồn loài hổ Bengal đang bị đe dọa bằng cách sử dụng ảnh hưởng của mình để thuyết phục chính quyền thiết lập các khu bảo tồn quốc gia. Vào năm 1936, một vườn quốc gia đầu tiên được thành lập tại Ấn Độ là vườn quốc gia Hailey. Năm 1957, Vườn Quốc gia Hailey được đổi tên là Vườn quốc gia Jim Corbett, để vinh danh ông.

## Giai đoạn đầu đời
Corbett được sinh ra trong một gia đình gốc Ai-len tại thị trấn Nainital, Kumaon gần Himalaya (nay ở bang Uttarakhand, Ấn Độ). Ông lớn lên trong một gia đình lớn có 16 anh chị em và là con thứ tám của Willam Christopher và vợ là Mary Jane Corbett, người đã từng kết hôn với Dr Charles James Doyle của xứ Agra, người đã chết tại Etawah trong năm 1857. Bố mẹ của ông đã di chuyển tới Nainital trong năm 1862,  sau khi Christopher Corbett đã rời khỏi nghĩa vụ quân sự và được bổ nhiệm vào vị trí giám đốc bưu hiện. Trong những mùa đông gia đình thường di chuyển tới chân đối, nơi họ sở hữu một ngôi nhà gọi là Aruldel trong ngôi làng bây giờ được biết như là Kaladhungi

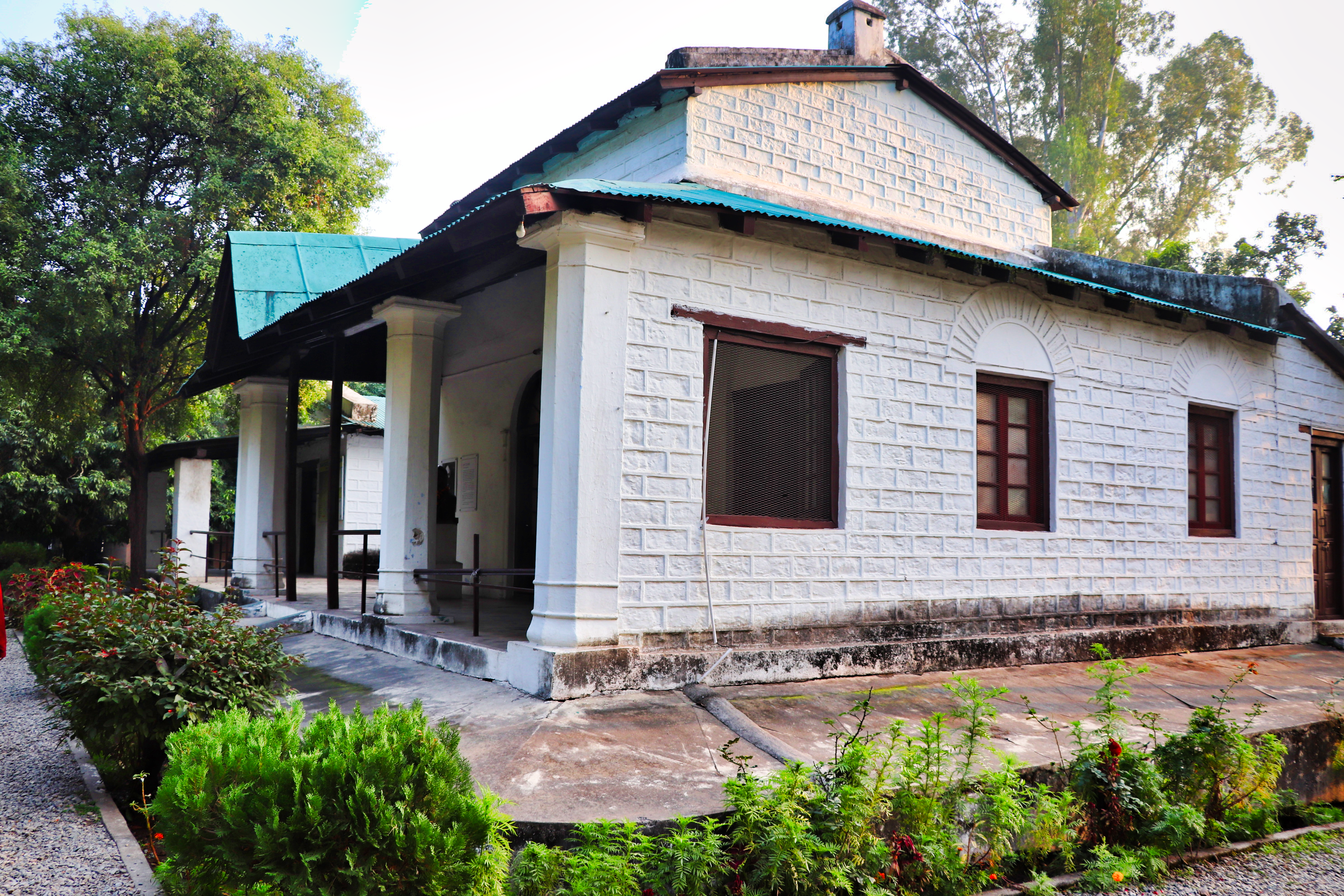
Corbett House at Corbett Museum, Kaladhungi, Uttarakhand

Mary Jane đã rất có ảnh hưởng trong cuộc sống xã hội Naitinal giữa những người châu Âu và cô đã trở thành như một đại lí bất động sản cho người định cư châu Âu. Christopher William đã nghỉ hưu từ vị trí giám đốc bưu điện trong năm 1878. Ông chết một vài tuần sau một cơn đau tim ngày 21 tháng 4 năm 1881.
Jim đã được 6 tuổi và người anh lớn nhất Tom đã tiếp nhận như một giám đốc bưu điện của Naitinal.  Từ khi còn nhỏ, Jim đã bị hấp dẫn bởi những khu rừng và thiên nhiên hoang dã xung quanh nhà anh ở Kaladhungi. Suốt thường xuyên những chuyến du ngoạn, anh đã học được cách nhận diện hầu hết động vật và chim bởi tiếng kêu của chúng.
Theo thời gian anh trở thành một người theo dấu và thợ săn cừ khôi. Anh đã học tại trường Oak Openings, nơi mà đã sáp nhập với trường Cao đẳng Philander Smith ở Nainitl. Trước khi anh 19 tuổi, anh đã nghỉ học và thành lập công việc với Indian Railway và North Western Railway, ban đầu làm việc như một thanh tra tại Manakpur ở Punjab và sau đó như một nhà thầu cho sự trung chuyển hàng hóa qua Ganges tại Mokameh Ghat trong Bihar.

## Săn hổ và báo ăn thịt người
Trong suốt cuộc đời Corbett đã theo dấu và bắn một lượng số báo và hổ, khoảng một tá những thú ăn thịt người đã được ghi nhận. Corbett đã cung cấp sự ước lượng nạn nhân trong những quyển sách của anh, bao gồm: Man-Eaters of Kumaon, The Man-Eating Leopard of Rudraprayag, và The Temple Tiger, and More Man-Eaters of Kumaon.  Tính tổng cộng từ những báo cáo, những con thuộc họ mèo lớn đã giết chết hơn 1,200 đàn ông, đàn bà và trẻ em, theo Corbett. Có một số khác biệt về số người chết chính thức của con người mà chính phủ Anh và Ấn Độ có trong hồ sơ và ước tính của Corbett.
Con hổ ăn thịt người được gọi tên đầu tiên mà anh đã giết, con hổ Champawat, đã chịu trách nhiệm cho 436 cái chết được ghi nhận. Mặc dù hầu hết những con anh ấy giết là hổ, Corbett giết thành công ít nhất hai con báo ăn thịt người. Đầu tiên là con báo Panar trong năm 1910, con vật được coi là đã giết 400 người. Thứ hai là con báo ăn thịt người Leopard of Rudraprayag trong năm 1926, con vật đã làm khiếp sợ người hành hương trên các đền thờ Hindu Kedarnath và Badrinath trong hơn 8 năm, và được cho là chịu trách nhiệm cho hơn 126 cái chết.
Những con thú ăn thịt đáng chú ý anh đã giết là con hổ Talla-Des, hổ Thak, hổ Muktesar và hổ Chowgarh.
Phân tích xác chết, hộp sọ và hài cốt được bảo quản chỉ ra rằng hầu hết những thú ăn thịt người đã bị bệnh hoặc bị thương, như lông nhím cắm sâu trong da hoặc vết thương bị đạn bắn không lành, như con hổ ăn thịt người Muktesar. Con hổ ăn thịt người Thak, khi bị Corbett lột da, để lộ hai vết thương do súng bắn cũ; một trong vai của nó đã trở nên tự hoại, và có thể là lý do cho việc con hổ đã biến thành kẻ ăn thịt người, Corbett gợi ý. Trong lời tựa của  Man Eaters of Kumaon , Corbett viết: Vết thương khiến một con hổ đặc biệt phải ăn thịt người có thể là kết quả của một phát súng bất cẩn và không theo dõi và phục hồi con vật bị thương, hoặc là kết quả của con hổ đã mất bình tĩnh trong khi giết chết một con nhím.
Corbett thích săn bắn một mình và đi bộ khi theo đuổi trò chơi nguy hiểm. Ông thường đi săn cùng Robin, một chú chó nhỏ mà đã viết trong  Man-Eaters of Kumaon.

## Thợ săn và nhà tự nhiên học
Corbett đã mua chiếc máy ảnh đầu tiên sau những năm 1920 và được truyền cảm hứng bởi người bạn tên Frederick Walter Champion- đã bắt đầu để ghi lại những con hổ trên phim chiếu bóng. Mặc dù anh đã có những kiến thức uyên thâm về rừng nhiệt đới, nó là nhiệm vụ đòi hỏi để đạt được  những bức ảnh đẹp, vì những con vật là cực kỳ nhút nhát.
Một quan niệm sai lầm phổ biến rằng Corbett không bao giờ giết một con hổ mà không có xác nhận rằng nó đã giết người. Ví dụ, Corbett đã giết con hổ to lớn bất thường và được tìm kiếm rộng rãi tên là hổ Powalgarh, mặc dù con hổ này chưa bao giờ giết người.
Corbett took to lecturing groups of schoolchildren about their natural heritage and the need to conserve forests and their wildlife.[citation needed] He promoted the foundation of the Association for the Preservation of Game in the United Provinces and the All-India Conference for the Preservation of Wildlife.[citation needed] Together with Champion, he played a key role in establishing India's first national park in the Kumaon Hills, the Hailey National Park, initially named after Lord Malcolm Hailey. The park was renamed in Corbett's honour in 1957.
Corbett đã thuyết trình cho các nhóm học sinh về di sản thiên nhiên của họ và cần bảo tồn những khu rừng và động vật hoang dã. Anh đã thúc đẩy thành lập hiệp hội Bảo tồn trò chơi trong các bang và hội nghị toàn ấn độ về bảo tồn động vật hoang dã.